# La vera casa dei Loud
La vera casa dei Loud (The Really Loud House)   è una sitcom americana sviluppata da Tim Hobert e trasmessa in anteprima su Nickelodeon il 3 novembre 2022. È uno spin-off live-action di A casa dei Loud, ed è stato interpretato da alcuni degli attori apparsi nel film televisivo del 2021 Natale a casa dei Loud.
In Italia la serie è stata trasmessa dal 5 giugno 2023 su Nickelodeon.
Nell'aprile 2023, la serie è stata rinnovata per una seconda stagione e ha avuto il via libera per un film televisivo di Halloween intitolato La vera spaventosa casa dei Loud. Il film è stato presentato in anteprima il 28 settembre 2023.

## Trama
Lincoln Loud vive con dieci sorelle, in una casa dove di solito regna il caos. Lincoln parte anche per avventure con il suo migliore amico Clyde McBride in tutta la città di Royal Woods, nel Michigan.

## Episodi
| Stagione         | Episodi | Prima TV USA | Prima TV Italia |
| ---------------- | ------- | ------------ | --------------- |
| Prima stagione   | 20      | 2022-2023    | 2023            |
| Seconda stagione | 19      | 2024         | 2024            |

## Produzione
Il 24 marzo 2022, una serie live-action basata sul cartone animato A casa dei Loud venne annunciata per essere distribuita in streaming da Paramount+. I principali membri del cast di Natale a casa dei Loud riprendono i loro ruoli per la serie, tra cui Wolfgang Schaeffer nei panni di Lincoln e Jahzir Bruno nei panni di Clyde. Le riprese della serie sono iniziate ad Albuquerque, Nuovo Messico, nel giugno 2022. Nel settembre 2022, è stato annunciato che la serie, intitolata La vera casa dei Loud, sarebbe stata invece presentata in anteprima su Nickelodeon nel novembre 2022. Il 5 ottobre 2022 è stato annunciato che la serie sarebbe stata presentata in anteprima il 3 novembre 2022.
Il 4 aprile 2023, la serie è stata rinnovata per una seconda stagione di 20 episodi, insieme ad un film televisivo di Halloween intitolato La vera spaventosa casa dei Loud. Un mese dopo, la produzione della seconda stagione è stata interrotta a causa del picchettaggio per lo sciopero della Writers Guild of America del 2023.
Dopo la conclusione degli scioperi, le riprese della seconda stagione sono iniziate ad Albuquerque nel dicembre 2023. Il 16 gennaio 2024 è stato annunciato che la seconda stagione sarebbe stata presentata in anteprima il 19 febbraio 2024.
Il 18 ottobre 2024 è stato annunciato che la serie sarebbe finita dopo due stagioni. L'episodio finale è andato in onda il 26 novembre 2024.